# 小行星4383
小行星4383（英語：4383 Suruga）是一颗围绕太阳公转的小行星。1989年12月1日，大岛良明在静冈县发现了此天体。
这颗小行星的绝对星等为317.3634408041136等。